# Erateina subtristata
Erateina subtristata är en fjärilsart som beskrevs av Paul Dognin 1900. Erateina subtristata ingår i släktet Erateina och familjen mätare. Inga underarter finns listade i Catalogue of Life.